# Toui des tépuis
Nannopsittaca panychlora
Espèce
Statut de conservation UICN

 LC  : Préoccupation mineure
Statut CITES
Le Toui des tépuis (Nannopsittaca panychlora) est une espèce d'oiseaux appartenant à la famille des Psittacidae.

## Description
Cet oiseau mesure environ 14 cm. Son plumage présente une dominante verte. Les ailes arborent un liseré jaune tandis que leur dessous est nuancé de bleu ciel. Le ventre est jaunâtre.
Les cercles oculaires sont constitués de filoplumes jaunes. Le bec est gris, les pattes roses et les iris bruns.

## Répartition
Cet oiseau fréquente les tepuys du Venezuela et régions limitrophes (Guyana et nord du Brésil).

## Alimentation
Cet oiseau consomme des graines, des baies, des fruits, des insectes et des larves.